# نبرد طراز
نبردِ طراز (به عربی: طلاس) در سال ۷۵۱ میلادی میان سپاهیان خلافت عباسی و دودمانِ چینیِ تانگ - به فرماندهیِ امپراتور ژوانتسونگ - روی داد. هدف از این جنگ نه تنها دست‌یابی به منطقهٔ سیردریا بلکه تمامیت ناحیهٔ راهبردیِ آسیایِ میانه بود. نبرد طراز به توسعه‌طلبی دودمان تانگ در مرزهای غربی آنان پایان بخشید. این ناحیه غربی‌ترین منطقه‌ای است که چینی‌ها در طول تاریخ تصرف کرده‌اند.
از چندین سال پیش، نیروهای تازه‌ای در منطقه در حال قدرت‌گیری بودند. فعالیت‌های متعدد عباسیان در خراسان بزرگ منجر به شورشی علیه دولت امویان گردید که در نهایت در ۷۵۰ میلادی / ۱۳۲ هجری قمری به سقوط امویان ختم شد. عباسیان در همان آغاز کار تلاش کردند تا جلوی پیشروی ارتش تانگ در ماوراءالنهر را بگیرند؛ بنابراین در ژوئیه ۷۵۱ میلادی در دره رودخانه طراز برابر نیروهای چینی قرار گرفتند. سرانجام در نبردی که درگرفت، ارتش تانگ شکست خورد. اهمیت این نبرد از این قرار بود که موازنه قدرت در منطقه را به سود نیروهای خلافت بغداد تغییر داد و همچنین، مسلمانان را بر مسیر مهم جاده ابریشم مسلط گرداند و سود اقتصادی فراوانی برای آنان به بار آورد. همچنین بنا به افسانه‌ای نیروهای ارتش عباسی از اسیران چینی خواستند تا فناوری تولید کاغذ را به آنان معرفی کنند. این فناوری بعدها از طریق خاورمیانه به اروپا راه یافت.

## درگیری
شمار جنگ‍جویان درگیر در نبرد طراز با قطعیت روشن نیست. ارتش عباسی بر پایهٔ برآورد چینی‌ها با شمارش هم‌پیمانان تبتی شان ۲۰۰٬۰۰۰ سرباز را دربرمی‌گرفت.
در سوی رویارو، نوشته جات عرب نیروهای چینی را ۱۰۰٬۰۰۰ جنگ‌جو اعلام می‌کند. ولی منابع چینی ارتش چین را متشکل از ۱۰٬۰۰۰ چینی و ۲۰٬۰۰۰ مزدور خلخ می‌داند.
تونگدیان (۸۰۱ میلادی)، کهن‌ترین راوی نبرد طراز، ۳۰٬۰۰۰ کشته را و تانگشو (۹۴۵ میلادی) ۲۰٬۰۰۰ کشته را در این جنگ اعلام می‌دارد.
کهن‌ترین گزارش عربی دربارهٔ این جنگ در کامل در تاریخ (۱۲۳۱ م) نقل شده که ۵۰٬۰۰۰ کشته و ۲۰٬۰۰۰ اسیر را اعلام می‌دارد.
در ژوئیهٔ سال ۷۵۱، نیروهای عباسی در کنار رودخانهٔ طراز با نیروهای چینی تانگ (مرکب از سربازان چینی و مزدوران خلخ) رویارو شد که به شکست ویران‌گر چینی‌ها انجامید.
دلیل شکست چینیان تانگ گریز مزدوران خلخ از آوردگاه و عقب‌نشینی هم‌پیمانان فرغانه‌ای‌شان بود.
مزدوران خلخ که دو سوم ارتش تانگ را تشکیل می‌دادند در طول جنگ به عباسیان پیوستند و در حالی که نیروهای اصلی عباسی از روبرو حمله می‌کردند، آنها از نزدیک به ارتش تانگ یورش می‌بردند.
نیروهای تانگ نتوانستند مواضع خود را نگه‌دارند و فرماندهشان، گائو شیانژی، فهمید که شکست نزدیک است و با کمک لی سیه توانست با برخی از افراد ارتش تانگ بگریزد. لی، به رغم شکست در جنگ، پس از سرزنش شدن توسط دوان شیوشی، خسارات سنگینی به ارتش تعقیب‌کنندهٔ عرب وارد کرد.
از حدود ۱۰٬۰۰۰ سرباز تانگ، تنها ۲۰۰۰ نفر توانستند از طراز به قلمرو خود در آسیای میانه برگردند.

## پیامد
برپایهٔ یکی از معدود منابع عربی بجا مانده دربارهٔ این نبرد یعنی کتاب مقدسی، سردار عباسی ابومسلم خراسانی ۲۵۰۰۰ اسیر چینی گرفت و اموالی را از اردوگاه نظامی تانگ مصادره کرد.
به گفتهٔ مقدسی، ابومسلم نیروها و تجهیزات خود را برای حمله به بخش‌های بیشتری از سرزمین‌های زیر چیرگی تانگ آماده کرد.
ولی نامه‌ای از نخستین خلیفه عباسی سفاح به وی رسید که در آن به وی آگاهی داده شد که خدمات وی در جایگاه «استاندار خراسان» مورد نیاز است.
سفاح در سال ۷۵۲ میلادی درگذشت. منابع چینی چنین نوشته‌اند که جانشین وی منصور، هیئت‌های دیپلماتیک خود را به‌طور منظم به چین می‌فرستاد.
هیئت‌های منصور در چین به خیی‌تاشی (سیاه‌جامه) آوازه داشتند.
اندکی پس از نبرد طراز، شورش ان لوشان، جنگ‌سالاری بعدی و نتیجتاً کم شدن نفوذ تانگ در منطقه، این بخت را به اعراب داد تا در آسیای میانه بیش‌تر گسترش یابند.
شورش ان لوشان که از سال ۷۵۵ آغاز شد و تا سال ۷۶۳ ادامه داشت ارتش تانگ را وادار به عقب‌نشینی از سین کیانگ پس از نزدیک ۱۰۰ سال حاکمیت کرد.
این شرایط موثراً به حضور تانگ در آسیای میانه پایان داد.
در سال ۷۵۶ منصور بیش از ۲۲۰۰۰ سرباز عرب را برای کمک به امپراتور ژوانزونگ در برابر شورش ان لوشان فرستاد.
مردمان مسلمان نینگ‌شیا از فرزندان سربازان عباسی شمرده می‌شوند که پس از بازپس‌گیری چانگ ان در این سرزمین ساکن شدند.
پس از پایان شورش ان لوشان در سال ۷۶۳، ارتش تانگ ناتوان شد و هرگز بهبود نیافت. با یورش امپراتوری تبت به چین، امپراتوری تانگ تکه‌تکه شد.
ارتش تبت همچنین با قلمرو هندوکش و کوه‌های پامیر را از پادشاهی‌های هند دم‌ساز شد و در پایه‌گذاری امپراتوری پالا در خاور هند در نیمهٔ دوم سدهٔ هشتم یاری داد.
تنها تحت فرمان‌روایی خلیفهٔ پنجم عباسی هارون الرشید بود که یک اتحاد رسمی نظامی میان تانگ، ترکان اویغور و عباسیان ارتش تبت را در مرز باختری‌شان با اعراب درگیر کرد.
در همان زمان ترکان اویغور در راستای جاده‌های ابریشم آسیای میانه با تبتی‌ها جنگیدند.
خلخ‌ها سکونت‌گاه‌های خود را در پیرامون کوه‌های تیان شان گستراندند و هم‌چنین در غرب در فرغانه و تخارستانِ زیرِ چیرگیِ عباسیان نشیمن گزیدند.
صادرات جنگ‌افزارهای آهنی به تبت و چین در جاده‌های ابریشم میان کوچا و آق‌سو در حوضه تاریم ادامه داشت.
منابع عربی ضبط می‌کنند که در سده دهم آق‌سو و فرغانه بازارهایی برای بازرگانان جنگ‌افزار داشتند.
طراز در قرقیزستان امروزی‌ست و بخشی از جاده ابریشم بوده‌است: از دون هوانگ در چین، در راستای لبهٔ کویر تکله‌مکان، با گذر از شهرهای واحه‌ای مانند کوچا، جاده‌ها از منطقهٔ فرارود می‌گذشتند.
جاده‌های ابریشم در فرارود از طراز، تاشکند، سمرقند و خوارزم می‌گذشت.
نفوذ مسلمانان در راستای جاده ابریشمِ آسیای میانه از سدهٔ هشتم آغاز شده بود. یکی از رویدادهای مهم این آغاز، جنگ طراز بود. جایی که پیش از طراز بودایی‌ها بیشتر جاده‌هایش را کنترل می‌کردند. آیین بودایی در آسیای میانه پس از جنگ طراز رو به کاستی نهاد.
پس از شورش ان لوشان، تبادلات دیپلماتیک میان پادشاهی‌های بودایی هند و دودمان تانگ همه متوقف شد.
پیش از جنگ طراز، میانِ ۶۴۰ تا ۷۵۰ نماینده دیپلماتیک از پادشاهی‌های هند، که بیشترشان با راهبان بودایی همراه بودند، به‌طور منظم از دربار تانگ بازدید می‌کردند.
همکاری نظامی با پادشاهی‌های هند در سال‌های پایانی سدهٔ هشتم توجه دربار تانگ را جلب کرد ولی به پیوندهای دیپلماتیک فقط در  دودمان سونگ دست یازیدند.
چیرگی فزایندهٔ مسلمانان بر این جاده‌های ابریشم رفت‌وآمد را برای راهبان و زائران بودایی میان هند و چین دشوارتر می‌کرد و کم‌کم بودایی چینی یک دین خودبسنده با عناصر معنویِ جدا گشت و شیوه‌های بودایی بومی مانند بوداگرایی پاک‌بوم و ذن در چین پدیدار شد. با گسترش دین بودایی از چین به ژاپن و کره و به دنبال پیدایش شریعت چینی این کشور مرکز بودیسم آسیای خاوری شد.